# Лакшманараджа II
Лакшманараджа II (д/н — 970) — 5-й магараджа держави Чеді й Дагали у 945—970 роках.

## Життєпис
Походив з раджпутського клану Калачура. Син магараджи Ювараджи I і Ногали з Західних Чалук'їв. Замолоду здійснив похід проти Трайлок'чандри, магараджи держави Харікела (в гирлі Гангу). 945 року посів трон. Невдовзі завдав тяжкої поразки Шрічандрі, магараджи Харікели. Невдовзі стикнувся в боротьбі за владу в регіоні з Камарнавою I, магараджею Калінги з Ранніх Східних Гангів.
У 950-х роках здійснив успішний похід проти Бгімаратхі, магараджи династії Сомавамші. За цим спільно з Яшоварманом I з Чандела успішно воював проти Гуджара-Пратіхарів та Гопали II, магараджахіраджи Пали.
У 960-х роках завдав поразки Мулараджи I Чаулук'ї, раджи Гуджара, зайнявши на деякий час регіон Лата (південь сучасного Гуджарату), який наллежав до володінь Раштракутів, але в цей час тамтешній магараджахіраджа Коттіга Амогаварша стикнувся з внутрішними негараздами. За цим здійснив прощу до храму Сомнатх, покровителем якого оголосив себе. Невдовзі видав доньку Бонтхадеві за Тайлапу II з Західних Чалук'їв, віддавши як посаг Лату.
У внутрішній політиці продовжив лінію батька щодо підтримки шиваїстів, яких активно запрошував до своєї держави, а також допомагав їм зводити власні храми.
Помер 970 року. Йому спадкував старший син Шанкарагана III.